# André Kempinaire

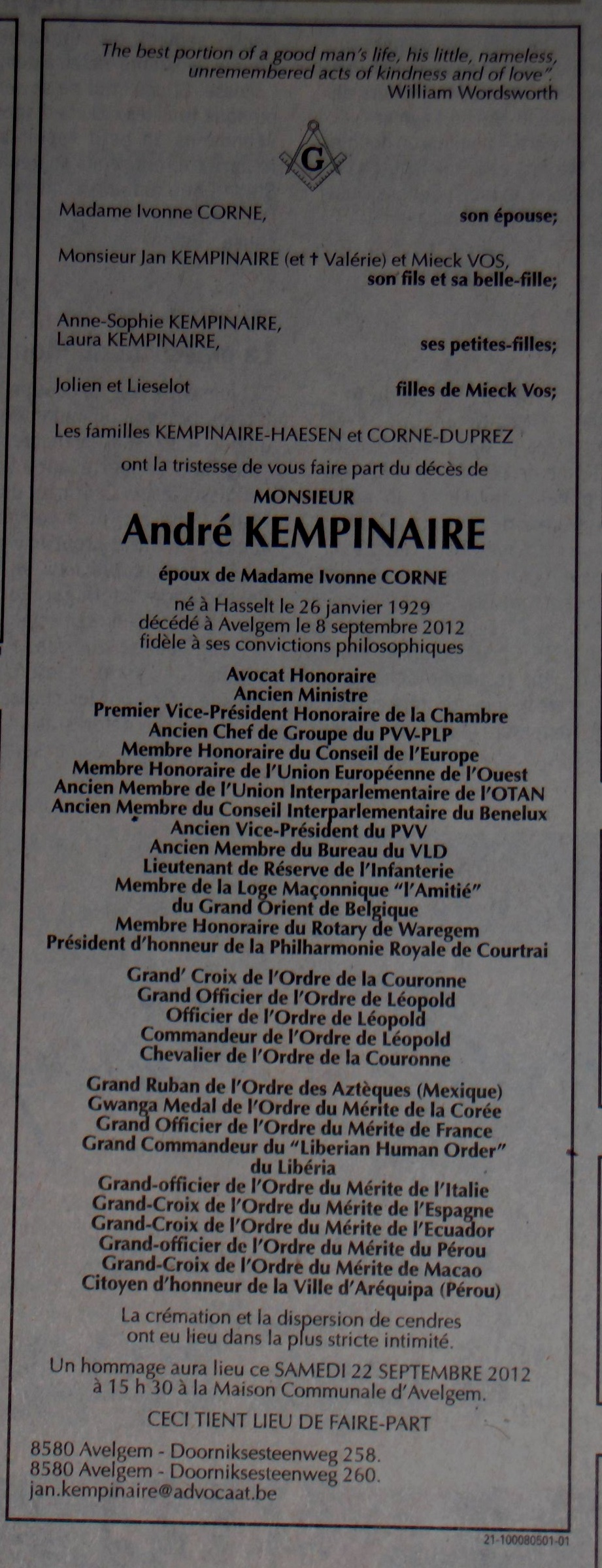
Overlijdensbericht

André Marguerite Guillaume Kempinaire (Hasselt, 26 januari 1929 – Avelgem, 8 september 2012) was een Belgisch politicus en minister voor de PVV.

## Levensloop
Van 1942 tot 1948 volgde Kempinaire zijn humaniorastudies aan het Koninklijk Atheneum van Kortrijk. Daarna studeerde hij van 1948 tot 1954 aan de Rijksuniversiteit Gent, waar hij in 1954 promoveerde tot doctor in de rechten en licentiaat criminologie. Tijdens zijn studies was hij van 1948 tot 1954 lid, van 1952 tot 1953 ondervoorzitter en van 1953 tot 1954 voorzitter van het Liberaal Vlaams Studentenverbond en van 1953 tot 1954 schatbewaarder van het vrijzinnige studentengenootschap 't Zal wel gaan. Hij vestigde zich in 1957 als advocaat aan de balie van Kortrijk. Ook was hij van 1968 tot 1974 plaatsvervangend vrederechter van het kanton Avelgem.
Tijdens zijn jeugd was Kempinaire medestichter van de Liberale Jonge Wachten in Avelgem. In 1958 werd hij voorzitter van de lokale afdeling van de Liberale Partij, in 1961 voorzitter van de PVV-federatie van het arrondissement Kortrijk en ondervoorzitter van het Liberaal Vlaams Verbond en van 1977 tot 1980 was hij nationaal ondervoorzitter van de PVV. Ook was hij van 1988 tot 1994 gemeenteraadslid van Avelgem.
Van 1965 tot 1968 en van 1971 tot 1995 zetelde Kempinaire voor het arrondissement Kortrijk in de Kamer van volksvertegenwoordigers. Hij werd bovendien minister: van januari tot oktober 1973 was hij staatssecretaris voor Buitenlandse Handel in de Regering-Leburton, van oktober tot december 1976 was hij staatssecretaris en van december 1976 tot juni 1977 minister van Openbaar Ambt in de Regering-Tindemans II en de Regering-Tindemans III, van mei tot oktober 1980 minister van de Vlaamse Gemeenschap in de Regering-Martens III, van december 1981 tot november 1985 opnieuw staatssecretaris voor Buitenlandse Handel in de Regering-Martens V en van november 1985 tot mei 1988 staatssecretaris voor Ontwikkelingssamenwerking in de Regering-Martens VI en de Regering-Martens VII.
In de periode december 1971-oktober 1980 zetelde hij als gevolg van het toen bestaande dubbelmandaat ook in de Cultuurraad voor de Nederlandse Cultuurgemeenschap, die op 7 december 1971 werd geïnstalleerd. Van mei 1974 tot oktober 1976 zat hij er de PVV-fractie voor. Vanaf 21 oktober 1980 tot mei 1995 was hij lid van de Vlaamse Raad, de opvolger van de Cultuurraad en de voorloper van het huidige Vlaams Parlement. Ook zetelde hij in de Vaste Commissie voor Taaltoezicht, waar hij algemeen ondervoorzitter en van 1969 tot 1971 voorzitter van de Nederlandstalige afdeling was.
Kempinaire was een vrijmetselaar die deel uitmaakte van de loge L'Amitié van het Grootoosten van België. 